# Paytug
Paytug es una localidad de Uzbekistán, en la provincia de Andillán.
Se encuentra a una altitud de 459 m sobre el nivel del mar. 

## Demografía
Según estimación 2010 contaba con una población de 27 632 habitantes.